# Bückeburger Stadtkirche

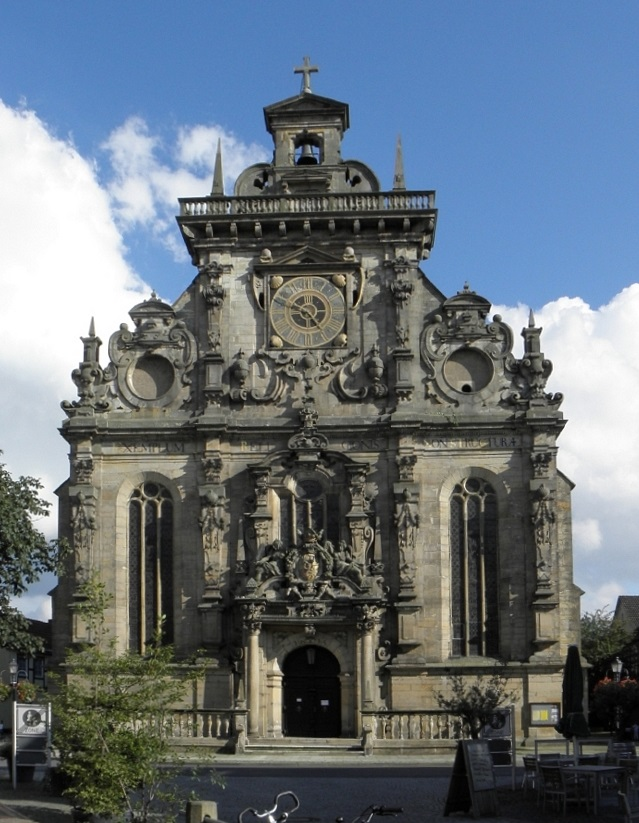
Stadtkirche Bückeburg, Fassade

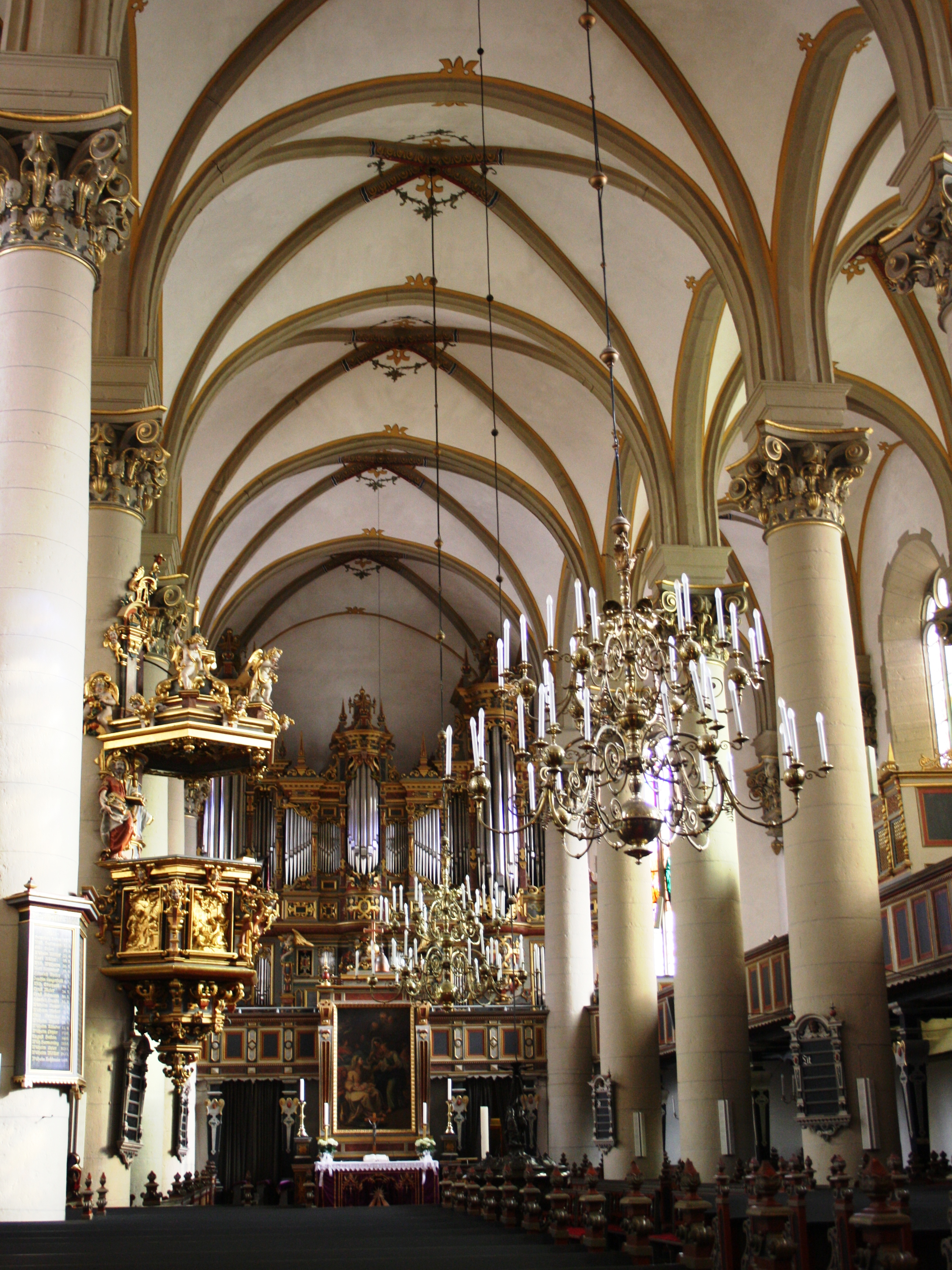
Innenraum, Blick zum Altar mit der Orgel

Die Bückeburger Stadtkirche ist die größte Kirche der Stadt Bückeburg in Niedersachsen. Sie ist Sitz einer evangelisch-lutherischen Kirchengemeinde sowie Haupt- und Bischofskirche der Evangelisch-lutherischen Landeskirche Schaumburg-Lippe.

## Geschichte
Graf Ernst von Schaumburg beschloss Anfang des 17. Jahrhunderts, seine Residenz vom Schloss Stadthagen ins Schloss Bückeburg zu verlegen. Im Zuge des planmäßigen Ausbaus der beim Schloss entstandenen Ansiedlung beauftragte er im Jahr 1608 Giovanni Maria Nosseni mit dem Bau einer Stadt- und Residenzkirche am anderen Ende der West-Ost-Achse Lange Straße. 1611 wurde mit dem Bau begonnen, der 1615 abgeschlossen war.
Ebenfalls von 1611 bis 1615 arbeiteten die Bildhauer Jonas Wolf und Hans Wolf an der künstlerischen Ausgestaltung der Kirche.
Das Gotteshaus gilt als der bedeutendste Kirchenbau des frühen Protestantismus in Norddeutschland. Graf Ernst wollte mit dem Bau ein Exempel bieten, daher ließ er über der Fassade die Inschrift EXEMPLUM RELIGIONIS NON STRUCTURAE („Beispiel der Frömmigkeit, nicht der Bauweise“) anbringen, deren Anfangsbuchstaben seinen Namen ergeben. Der Bau wurde aus Obernkirchener Sandstein errichtet. Einen ursprünglich geplanten Kirchturm ließ die Statik nicht zu, weil der Untergrund zu sandhaltig ist. Aus den hierfür vorgesehenen Steinen wurde die frühere Schule und jetzige Stadtbücherei errichtet.
Bekanntester Prediger an der Kirche war Johann Gottfried Herder. Er war dem Ruf Graf Wilhelms gefolgt, der dem damals 27-jährigen, aber schon als Schriftsteller bekannt gewordenen Herder 1771 die Stelle des Oberkonsistorialrats in seiner Residenzstadt, d. h. des „Bischofs“ der lutherischen Landeskirche, angetragen hatte. Herder ging bereits 1776 nach Weimar, in die Nähe Goethes. 1908 wurde neben der Kirche das Herderdenkmal enthüllt. Die Festrede hielt Lulu von Strauß und Torney.
Von 1750 bis zu seinem Tod 1795 war Johann Christoph Friedrich Bach als gräflicher Hofmusiker, zuletzt als Hofkapellmeister auch für die Musik in der Stadt- und Residenzkirche verantwortlich.
Im Advent 1962 wurden der Altar und die historische Orgel durch Brandstiftung fast vollständig zerstört. Die Wiederherstellung erfolgte anhand der angebrannten Teile, vorhandener detaillierter Fotografien und vergleichbarer Schnitzarbeiten der Bückeburger Schlosskapelle.

## Architektur
Die Bückeburger Stadtkirche ist als dreischiffige, achtjochige Hallenkirche konzipiert und nach Südosten orientiert. Der in nachgotischen Formen gehaltene Kirchenraum wird von Kreuzrippengewölben über Säulen mit korinthischen Kapitellen und gotisierenden Maßwerkfenstern bestimmt. In stilistischem Gegensatz zum Kircheninnern ist die Schaufassade zur Stadt und zum Schloss mit reichem manieristischem Ornamentwerk im Sinne der niederländischen Spätrenaissance gestaltet.
Die Stadtkirche ist der wichtigste Sakralbau der Weserrenaissance. In seiner Grundform folgt er dem Bautypus der spätmittelalterlichen Residenzkirche, so der St.-Martini-Kirche in Stadthagen, bei der in ähnlicher Weise der Hallenraum mit einem Chorumgang kombiniert ist. Der flach-polygonale Abschluss hinter Altar und Orgel dient dabei als Sakristei. Die Kirche ist das Vorbild für die Kirchenbauten des Weserbarock wie in Corvey, die gleichfalls eine Rückorientierung an die Baukunst der Gotik suchten.

## Ausstattung

### Kanzel

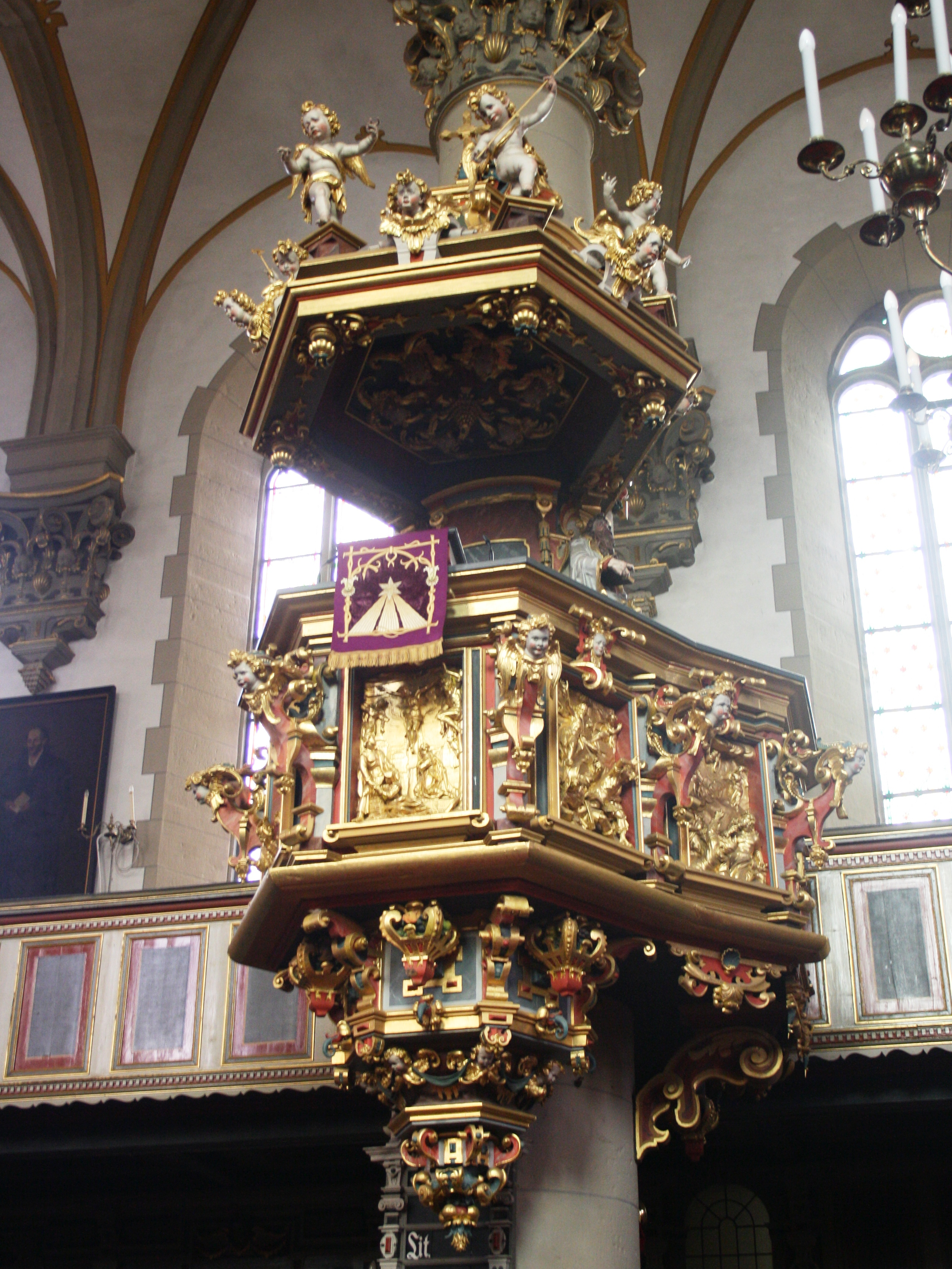
Kanzel

Zu den bedeutendsten Ausstattungsstücken gehört die Kanzel. Sie wurde um 1614 von dem Hildesheimer Bildhauer Hans Wolf geschaffen, dem auch der Skulpturenschmuck der Fassade zugeschrieben wird. Die Reliefbilder am Kanzelkorb zeigen in der Mitte eine Kreuzigungsgruppe, an den Seiten links die Verkündigung und die Geburt Christi, rechts seine Auferstehung und Himmelfahrt. Zwei fast lebensgroße Figuren zwischen Kanzelkorb und Schalldeckel werden als die Apostel Petrus und Paulus oder als Mose und Paulus („Gesetz und Evangelium“) gedeutet. Putten auf dem Schalldeckel tragen die Leidenswerkzeuge Jesu.

### Altarbild
Der Altar, über dem sich der prachtvolle Orgelprospekt erhebt, ist mit der Kopie eines italienischen Altarbilds versehen. Das Original wurde um 1683 von Carlo Maratta für die Sakristei der römischen Kirche Santa Maria dell’Anima geschaffen und stellt Mariä Geburt dar. Im Hintergrund links ist Mutter Anna im Wochenbett zu sehen, bei ihr Vater Joachim, der betend zum Himmel blickt; im Vordergrund eine junge Amme mit der neugeborenen Maria; Helferinnen bringen ihr eine Leinenbinde zum Wickeln oder Reinigen des Kindes; über der Szene eine Vorhangdraperie, vor dieser eine Wolke mit geflügelten Puttenköpfen. Das Bild wurde von Graf Friedrich Christian 1685 in Rom gekauft, als die ursprünglichen kirchlichen Auftraggeber den vereinbarten Preis nicht zahlen wollten. Er brachte es ins Bückeburger Schloss. Das Altarbild der Stadtkirche ist eine detailgetreue Kopie. Mitte des 19. Jahrhunderts wurde es durch einen Crucifixus ersetzt, kam aber nach dem Brand von 1962 wieder an seinen ursprünglichen Platz.

### Bronzetaufe

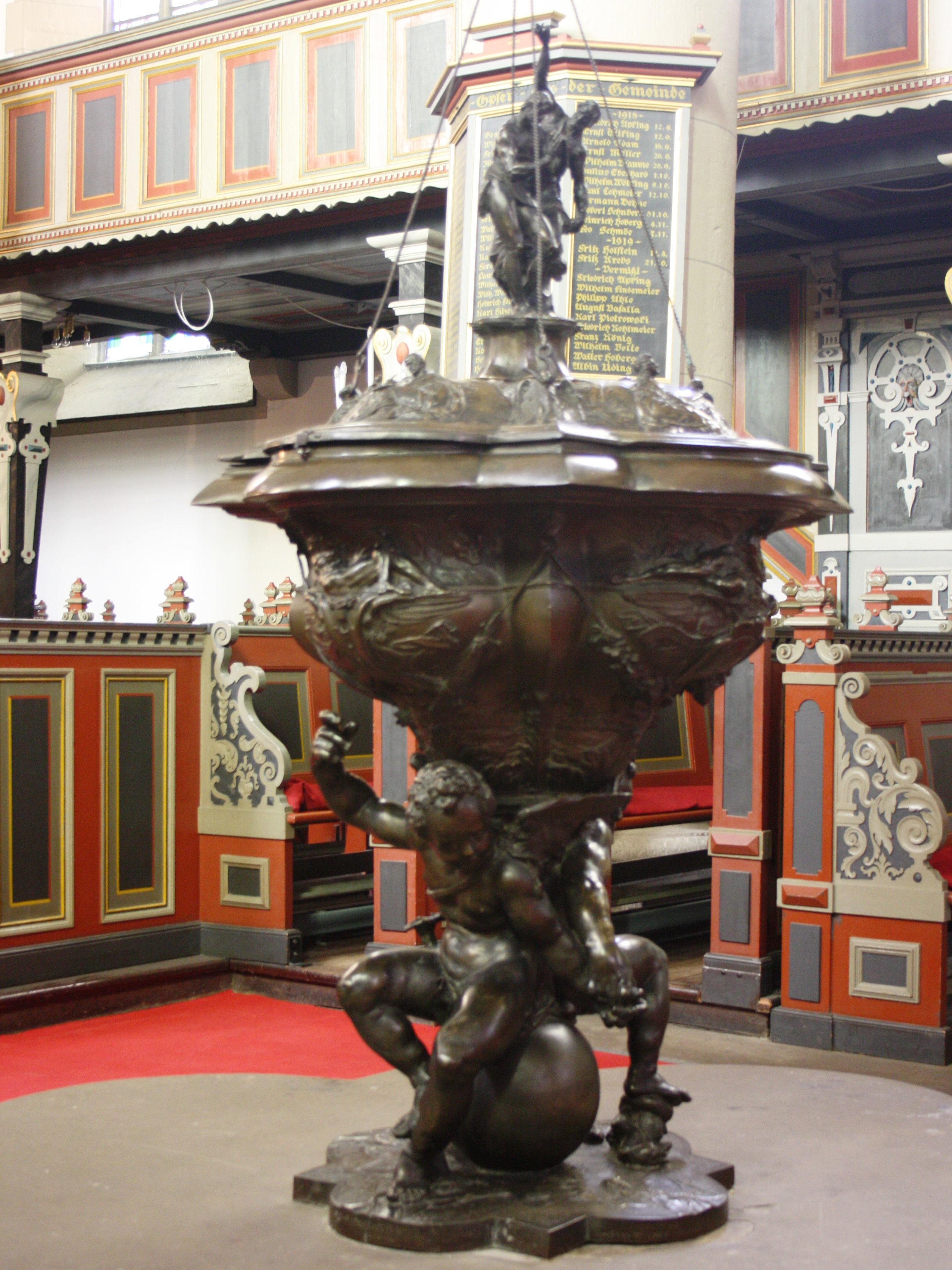
Bronzetaufe von Adriaen de Vries

Mit dem figurenreichen Taufbecken von 1615 besitzt die Bückeburger Stadtkirche ein Hauptwerk des vielleicht bedeutendsten europäischen Bildhauers zwischen Reformation und Dreißigjährigem Krieg Adriaen de Vries, den Fürst Ernst danach auch mit dem Auferstehungsmonument für das Mausoleum Stadthagen beauftragte. Die Bronzetaufe zeigt von unten nach oben:
- Grundplatte: Reliefs der vier Tugenden Glaube, Hoffnung, Liebe und Beständigkeit
- Schaft: Weltkugel, darauf sitzend zwei kindliche Engel, auf deren Flügeln das Becken ruht; einer der Engel tritt mit einem Fuß auf eine Schlange (Gen 3,15 EU)
- Beckenwand: die vier Paradiesflüsse als Flussgötter
- Deckel: die vier Evangelisten mit ihren Attributen
- Bekrönung: Taufe Jesu durch Johannes den Täufer (Vollplastik)
- In den Zugseilen: die Taube des Heiligen Geistes

### Fürstenloge

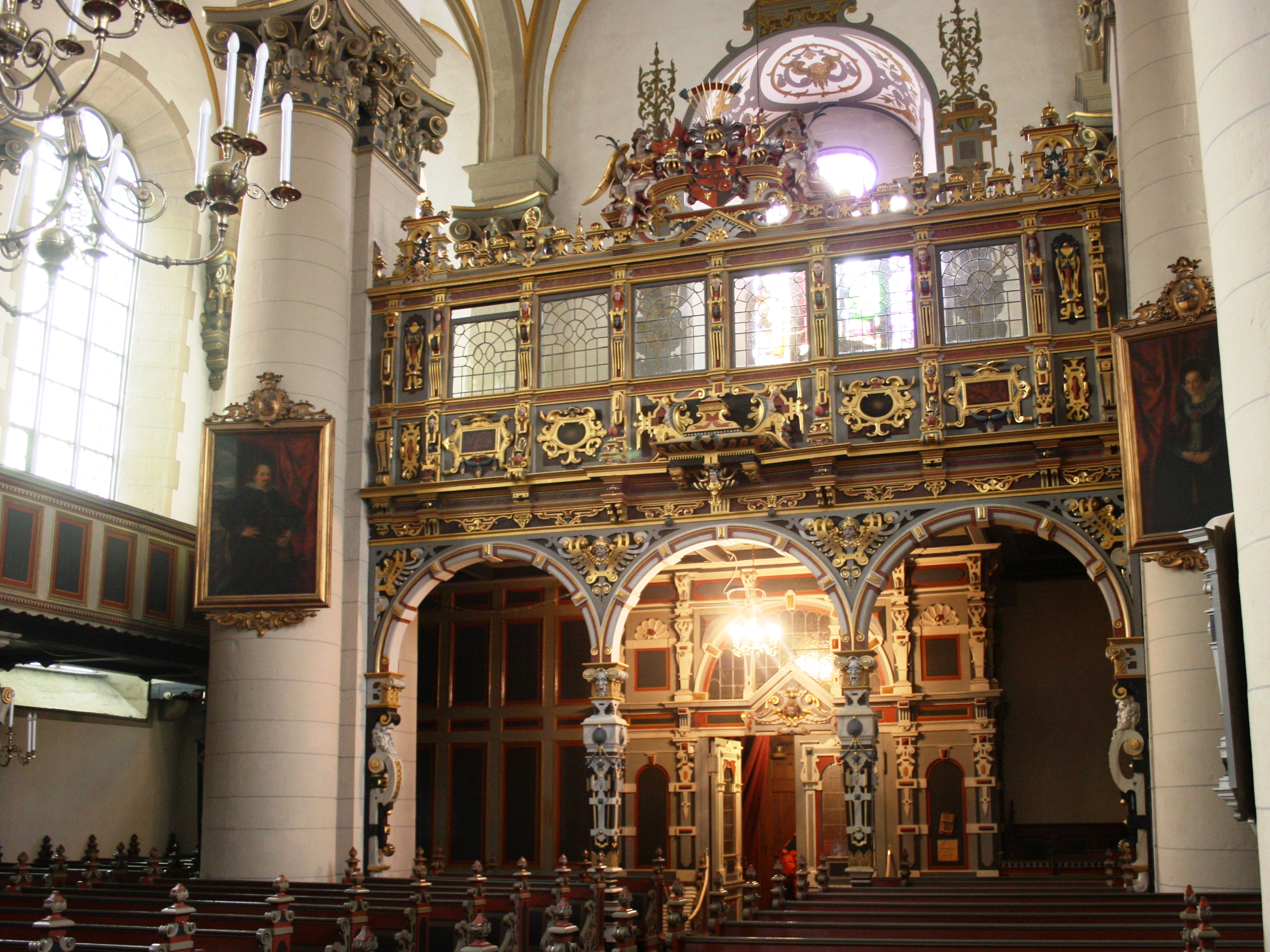
Fürstenloge

Im Ensemble des originalen Gestühls und der Emporen bildet die Fürstenloge über dem Hauptportal, die „Goldene Prieche“, ein weiteres Schmuckstück der Innenausstattung. Die Herrscherporträts daneben stammen von 1876.

### Orgel

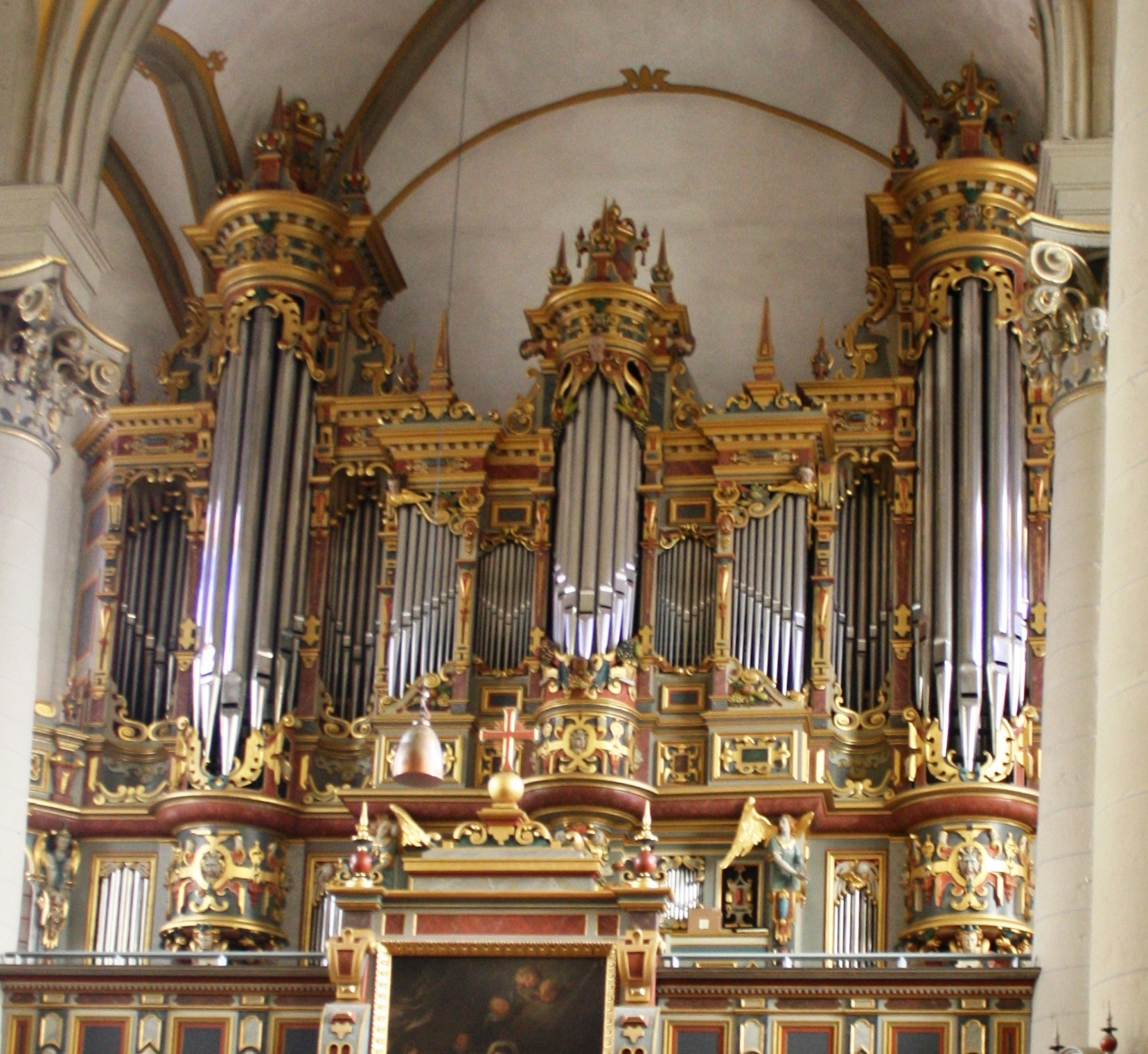
Orgelprospekt

Die ursprüngliche Orgel wurde 1617 von dem Wolfenbütteler Orgelbaumeister Esaias Compenius d. Ä. erbaut. Auch sie wurde ein Opfer des Brandes. 1965 wurde das Orgelgehäuse nach historischen Plänen rekonstruiert und eine neue Orgel eingebaut, in Anlehnung an die Disposition der historischen Orgel. Dieses Orgelwerk wurde 1993–1997 durch ein völlig neues Instrument ersetzt, das von dem Orgelbaumeister Rudolf Janke aus Göttingen erbaut wurde. Dabei wurden einige Register der Orgel von 1965 wiederverwendet. Das Schleifladen-Instrument hat 47 Register auf drei Manualen und Pedal. Die Trakturen sind mechanisch.
| I Hauptwerk C– |        |
| Bordun         | 16′    |
| Principal      | 8′     |
| Viola da Gamba | 8′     |
| Holzflöte      | 8′     |
| Octave         | 4′     |
| Gemshorn       | 4′     |
| Quinta         | 2 ⁄3′  |
| Octave         | 2′     |
| Tertia         | 1 3⁄5′ |
| Cornett IV     |        |
| Mixtur V-VI    |        |
| Fagott         | 16′    |
| Trompete       | 8′     |
| Tremulant      |        |

| II Oberwerk C–  |       |
| Quintadena      | 16′   |
| Salicional      | 8′    |
| Principal       | 8′    |
| Rohrflöte       | 8′    |
| Unda maris      | 8′    |
| Octave          | 4′    |
| Rohrflöte       | 4′    |
| Nasat           | 2 ⁄3′ |
| Waldflöte       | 2′    |
| Sesquialtera II | 2 ⁄3′ |
| Octave          | 2′    |
| Quinta          | 1 ⁄3′ |
| Mixtur IV       |       |
| Vox humana      | 8′    |
| Tremulant       |       |

| III Unterwerk C–3 |        |
| Doppelgedackt     | 8′     |
| Quintadena        | 8′     |
| Traversflöte      | 8′     |
| Principal         | 4′     |
| Holzflöte         | 4′     |
| Quintflöte        | 2 ⁄3′  |
| Hohlflöte         | 2′     |
| Terzflöte         | 1 3⁄5′ |
| Sifflöte          | 1′     |
| Regal             | 8′     |
| Tremulant         |        |

| Pedal C–1 |     |
| Untersatz | 32′ |
| Principal | 16′ |
| Subbass   | 16′ |
| Octave    | 8′  |
| Gemshorn  | 8′  |
| Octave    | 4′  |
| Mixtur V  |     |
| Posaune   | 16′ |
| Trompete  | 8′  |
| Trompete  | 4′  |

- Koppeln:

### Glocken
Die Stadtkirche besitzt 4 Glocken. Im offenen Giebelfenster hängt eine historische Bronzeglocke, die als Stundenschlag-Glocke (Ton: gis′) fungiert. Hinter dem Frontgiebel befindet sich die Glockenstube, in der die drei Läuteglocken hängen. Die großen Glocken sind Stahlglocken (Töne: c′, d′, f′). Sie wurden vom Bochumer Verein für Gusstahlfabrikation gegossen.